# Rúben Neves
Rúben Diogo da Silva Neves (phát âm tiếng Bồ Đào Nha: [nɛvʃ]; sinh ngày 13 tháng 3 năm 1997) là một cầu thủ bóng đá chuyên nghiệp người Bồ Đào Nha hiện đang thi đấu ở vị trí tiền vệ cho câu lạc bộ Saudi Pro League Al Hilal và đội tuyển bóng đá quốc gia Bồ Đào Nha.
Được đào tạo tại Porto, nơi anh ra mắt đội một ở tuổi 17, anh gia nhập Wolverhampton Wanderers với giá 15,8 triệu bảng được báo cáo vào năm 2017. Anh đã có hơn 200 lần ra sân ở Anh, giành được EFL Championship trong mùa giải đầu tiên.
Neves đã có hơn 60 lần ra sân cho các đội tuyển trẻ quốc gia của Bồ Đào Nha. Anh ra mắt đội tuyển quốc gia cấp cao cho Bồ Đào Nha ở tuổi 18 vào năm 2015, và là một phần trong đội tuyển tại UEFA Euro 2020 và FIFA World Cup 2022.

## Câu lạc bộ

### Porto
Sinh ra tại Mozelos (Santa Maria da Feira), quận Aveiro, Neves gia nhập lò đào tạo trẻ của câu lạc bộ Porto khi mới 8 tuổi. Anh được đem cho mượn một năm tới Padroense, trước khi trở về đội U-16 Porto.
Đầu tháng 7 năm 2014, Neves được thăng lên thi đấu tại đội U-19 Porto và nằm trong đội dự bị, nhưng sau những chấn thương của người đồng đội Mikel Agu, anh được Julen Lopetegui gọi lên đội hình chính trước mùa giải, vì thành tích thi đấu trước đó của anh đã gây ấn tượng với huấn luyện viên.
Ngày 15 tháng 8 năm 2014, với số tuổi là 17 tuổi 5 tháng, Neves có lần đầu tiên được ra sân trong một trận đấu tại Giải bóng đá vô địch quốc gia Bồ Đào Nha, đó là chiến thắng 2-0 của Porto trước CS Marítimo và trở thành cầu thủ trẻ nhất trong lịch sử của câu lạc bộ ghi được một bàn thắng tại giải quốc nội. Năm ngày sau, anh đã thi đấu trận đầu tiên của mình tại UEFA Champions League, và trở thành cầu thủ người Bồ Đào Nha trẻ nhất ra sân trong một trận đấu tại giải này; anh đã xuất hiện trong 73 phút ở chiến thắng 1-0 trước Lille OSC tại vòng play-off.
Ngày 10 tháng 12 năm 2014, trong trận đấu vòng bảng cúp C1 châu Âu với đối thủ là FC Shakhtar Donetsk, Neves đã gặp chấn thương ở đầu gối phải, sau một pha va chạm trên hàng tiền vệ với Alex Teixeira. Cuối trận, câu lạc bộ chủ quản đã thông báo anh bị bong gân và làm tổn hại đến dây chằng ở bên trong. Sau gần một tháng điều trị, anh đã trở lại trong chiến thắng 3-1 trên sân nhà trước C.F. União tại cúp Liên đoàn Bồ Đào Nha.
Ngày 20 tháng 10 năm 2015, với 18 tuổi 221 ngày, Neves trở thành cầu thủ trẻ nhất đeo băng đội trưởng tại UEFA Champions League trong chiến thắng 2-0 của Porto trước Maccabi Tel Aviv F.C. ở lượt trận thứ 3 vòng bảng, thành tích này xô đổ kỷ lục cũ là 20 năm 217 ngày của Rafael van der Vaart trong màu áo Ajax ở trận gặp AC Milan, lập được vào ngày 16 tháng 9 năm 2003.

### Wolverhampton Wanderers
Ngày 8 tháng 7 năm 2017, câu lạc bộ đang thi đấu tại EFL Championship thông báo đã có sự phục vụ của Neves với mức phí chuyển nhượng vào khoảng 15 triệu bảng Anh. Đây là mức phí chuyển nhượng kỉ lục của cả đội bóng và giải đấu.Anh ghi bàn thắng đầu tiên cho câu lạc bộ vào ngày 15 tháng 8, trong chiến thắng 3–2 trên sân khách trước Hull City.Cuối mùa giải 2017/18 anh cùng đội bóng vô địch EFL Championship qua đó lên chơi tại Premier League.Anh giành được hat-trick giải thưởng khi đạt được các giải thưởng như Cầu thủ xuất sắc nhất, Cầu thủ xuất sắc nhất mùa và Bàn thắng của mùa giải
Vào tháng 7 năm 2018,Wolves gia hạn hợp đồng với Neves đến tháng 6 năm 2023. Ở trận đấu đầu tiên của mùa giải mới ,anh ghi bàn thắng đầu tiên tại Premier League và kiến tạo cho Raúl Jiménez trong trận hòa 2-2 trước Everton.Sự xuất hiện của anh trong trận đấu này cùng với những người đồng hương Rui Patrício,João Moutinho,Diogo Jota và Hélder Costa đã tạo nên kỷ lục đội bóng chơi tại Premier League có nhiều cầu thủ Bồ Đào Nha nhất trong đội hình ra sân.
Vào ngày 6 tháng 10 năm 2018, Neves đã có lần ra sân thứ 50 cho Wolves  trong chiến thắng 1–0 trước Crystal Palace.Vào ngày 25 tháng 9 năm 2019, Neves lần đầu tiên được làm đội trưởng câu lạc bộ Wolves trong trận đấu với Reading tại vòng 3 EFL Cup 2019–20.
Neves có lần ra sân thứ 100 tại Premier League trong trận hòa 0–0 trên sân khách trước Aston Villa vào ngày 6 tháng 3 năm 2021.
Neves đã có trận đấu thứ 200 cho Wolves trong chiến thắng 2–0 trước Tottenham Hotspur tại Premier League vào ngày 13 tháng 2 năm 2022

## Sự nghiệp quốc tế
Neves là một trong các tuyển thủ của Bồ Đào Nha đi dự giải vô địch U-17 châu Âu, anh được đeo băng đội trưởng cho đến khi Bồ Đào Nha bị loại ở bán kết. Màn trình diễn của anh khiến các phóng viên của UEFA xếp anh vào nhóm một trong 10 tài năng sáng giá của giải đấu.
Ngày 29 tháng 8 năm 2014, khi vẫn còn đang trong độ tuổi 17, Neves được huấn luyện viên đội U-21 Rui Jorge gọi lên tuyển U-21 Bồ Đào Nha. Anh ghi bàn thắng đầu tiên cho đội tuyển vào ngày 14 tháng 10 trong chiến thắng 5-4 trước Hà Lan tại vòng play-off Giải vô địch U-21 châu Âu 2015.
Khi vòng chung kết bắt đầu tại Cộng hòa Séc, Neves lại dựng được thêm một kỷ lục mới khi trở thành cầu thủ U-21 Bồ Đào Nha trẻ nhất tham dự giải đấu. Anh chơi được 5 phút trong chiến thắng 1-0 của Bồ Đào Nha trước U-21 Anh trong vòng bảng. Đây là lần xuất hiện duy nhất của anh trong giải đấu, và Bồ Đào Nha đã đi tới trận chung kết, gục ngã trước Thụy Điển sau loạt đá luân lưu 11m.

## Phong cách chơi bóng
Một bài báo trên trang UEFA.com đã nhận xét Neves như một tiền vệ phòng ngự tuy nhiên điều đó đã không ngăn cản anh tham gia tấn công, cho thấy sự trưởng thành trong lối chơi, kỹ năng chuyền bóng tốt, cái nhìn đúng đắn trong cách chơi, phát huy hết các khả năng cần có khi chơi ở mọi vị trí. Lối chơi của anh được so sánh với cầu thủ quốc tế người Bồ Đào Nha João Moutinho trong việc chơi bóng tốt, có những ước vọng tương tự để có thể vượt qua những trở ngại và phân phối bóng một cách tốt nhất.

## Thống kê và thành tích

### Thống kê
Tính đến 18 tháng 3 năm 2022
| Câu lạc bộ              | Mùa giải            | Giải vô địch        | Giải vô địch | Giải vô địch | Cúp quốc gia | Cúp quốc gia | Cúp liên đoàn | Cúp liên đoàn | Châu Âu | Châu Âu | Tổng cộng | Tổng cộng |
| Câu lạc bộ              | Mùa giải            | Hạng đấu            | Trận         | Bàn          | Trận         | Bàn          | Trận          | Bàn           | Trận    | Bàn     | Trận      | Bàn       |
| ----------------------- | ------------------- | ------------------- | ------------ | ------------ | ------------ | ------------ | ------------- | ------------- | ------- | ------- | --------- | --------- |
| Porto                   | 2014–15             | Primeira Liga       | 24           | 1            | 1            | 0            | 3             | 0             | 9       | 0       | 37        | 1         |
| Porto                   | 2015–16             | Primeira Liga       | 22           | 1            | 6            | 1            | 2             | 0             | 8       | 0       | 38        | 2         |
| Porto                   | 2016–17             | Primeira Liga       | 13           | 1            | 0            | 0            | 2             | 0             | 3       | 0       | 17        | 1         |
| Porto                   | Tổng cộng           | Tổng cộng           | 59           | 3            | 7            | 1            | 7             | 0             | 20      | 0       | 92        | 4         |
| Wolverhampton Wanderers | 2017–18             | Championship        | 42           | 6            | 0            | 0            | 0             | 0             | —       | —       | 42        | 6         |
| Wolverhampton Wanderers | 2018–19             | Premier League      | 35           | 4            | 5            | 1            | 0             | 0             | —       | —       | 40        | 5         |
| Wolverhampton Wanderers | 2019–20             | Premier League      | 38           | 2            | 2            | 0            | 1             | 0             | 13      | 2       | 54        | 4         |
| Wolverhampton Wanderers | 2020–21             | Premier League      | 36           | 5            | 3            | 0            | 1             | 0             | —       | —       | 40        | 5         |
| Wolverhampton Wanderers | 2021–22             | Premier League      | 28           | 4            | 2            | 0            | 1             | 0             | —       | —       | 31        | 4         |
| Wolverhampton Wanderers | Tổng cộng           | Tổng cộng           | 179          | 21           | 12           | 1            | 3             | 0             | 13      | 2       | 207       | 24        |
| Tổng cộng sự nghiệp     | Tổng cộng sự nghiệp | Tổng cộng sự nghiệp | 238          | 24           | 19           | 2            | 10            | 0             | 33      | 2       | 300       | 28        |

1. ↑  Bao gồm Taça de Portugal, FA Cup
2. ↑  Bao gồm Taça da Liga, EFL Cup
3. 1 2  Ra sân tại UEFA Champions League
4. ↑  6 lần ra sân tại UEFA Champions League, 2 lần ra sân tại UEFA Europa League
5. ↑  Appearances in UEFA Europa League

### Quốc tế
Tính đến ngày 26 tháng 3 năm 2024
| Đội tuyển quốc gia | Năm       | Trận | Bàn |
| ------------------ | --------- | ---- | --- |
| Bồ Đào Nha         | 2015      | 2    | 0   |
| Bồ Đào Nha         | 2017      | 2    | 0   |
| Bồ Đào Nha         | 2018      | 5    | 0   |
| Bồ Đào Nha         | 2019      | 7    | 0   |
| Bồ Đào Nha         | 2020      | 2    | 0   |
| Bồ Đào Nha         | 2021      | 8    | 0   |
| Bồ Đào Nha         | 2022      | 13   | 0   |
| Bồ Đào Nha         | 2023      | 8    | 0   |
| Bồ Đào Nha         | 2024      | 1    | 0   |
| Tổng cộng          | Tổng cộng | 46   | 0   |

## Danh hiệu

### Câu lạc bộ

#### Porto
- Taça de Portugal Á quân: 2015–16

#### Wolverhampton Wanderers
- EFL Championship: 2017–18[23]

### Quốc tế

#### U-21 Bồ Đào Nha
- Giải vô địch bóng đá U-21 châu Âu: Á quân 2015[24]

#### Bồ Đào Nha
- UEFA Nations League: 2018–19

### Cá nhân
- Giải vô địch bóng đá U-17 Châu Âu: Đội hình tiêu biểu: 2014[25]
- Confederação do Desporto de Portugal Cầu thủ trẻ của năm: 2015[26]
- EFL Championship - Đội hình tiêu biểu: 2017–18[27]
- PFA Đội hình tiêu biểu của năm: 2017–18 Championship[28]